# ザンスカール帝国
ザンスカール帝国（ザンスカールていこく）は、テレビアニメ『機動戦士Vガンダム』に登場する架空の国家。 国名はインド北部のザンスカール高地、またはそこにあった王国に由来する。
宇宙世紀0149年にサイド2にて勃興した。マリア・ピァ・アーモニアを女王に置き、実権をフォンセ・カガチが握っている。マリア主義の実践を唱えるガチ党の党員が中心となり、同じくマリア主義を唱える民衆によって成り立っている。
物語の背景を同じくとする漫画作品『機動戦士クロスボーンガンダム ゴースト』にも登場した。

## 歴史

### マリア主義の誕生
宇宙世紀0141年、サイド1のアルバニアン政庁に在住していたマリア・ピァ・アーモニアは、オカルト的な能力（いわゆるヒーリング能力）を持ち始め、相談所を開いて治療を行い始める。それと同時に治療に来た人々に自らの考えを広め始め、共感を得たことで宇宙世紀0144年に民間団体「マリアの光の教団」を発足し、指導者に収まる事となる。
その主張は「母なるものを大切にする」ことを中心として、人類は宇宙の中で特別な存在ではなくあくまで生物の一種であることや、宇宙での生活が主となる時代においても未だ愚かさを捨てきれないでいることを教え諭すものである。

### ガチ党によるマリア主義の協賛とギロチンによる衝撃
同じく宇宙世紀0140年代、サイド2のアメリア政庁を始めとする各コロニーでスペースノイドの自治権を獲得するための動きが活発になっていた。フォンセ・カガチはこれに乗じて地球連邦による支配脱却と人類の社会のシステム再構築を唱え、宇宙世紀0146年に政治的武闘集団である政治結社「ガチ党」を結成、マリア・ピァ・アーモニアの理念を取り入れ彼女の活動を支援するように仕向けた。
その理念は民衆の支持を得て勢力は拡大し、議会の第三勢力にまでなった頃に贈収賄事件の首班グループをギロチンに掛け公開処刑した。マリア主義を唱えるガチ党の行動と自らにそぐわない者を即座に処刑するという行動のギャップは民衆に大きな衝撃を与える。これは民衆を暗に脅迫したものであるが、目論見の通りその恐怖により民衆は結束していき、反抗勢力には恫喝となった。

### ザンスカール帝国の建国
カガチ率いる「ガチ党」は短期間でサイド2アメリア政庁を掌握し、宇宙世紀0147年にはアメリア政庁の政権与党となる。そして宇宙世紀0149年にザンスカール帝国建国を宣言し、カガチはマリアをザンスカール帝国の女王の座に就かせ、自らは宰相の地位におさまった。またザンスカールに反抗する者や反逆者はギロチンで公開処刑する強権支配を敷いた。この公開処刑は、これらの者がザンスカールの礎となるために殉じるという方便で塗り固められ、祭事的な儀式となる。
このフランス革命時の恐怖政治を彷彿させるやり方はやがて民兵組織リガ・ミリティア(神聖軍事同盟)による反抗を招くことになってゆく。
なおサイド2にはサナリィの支社が存在しており、ザンスカール帝国勃興の折には駐留していた連邦軍と共に研究施設、人員、技術が接収された。

### 地球への侵攻作戦
ザンスカール帝国は地球圏に新たな秩序を打ち立てることを名目に、自国の軍事組織ベスパを動員し、他のスペースコロニーの制圧や地球への侵攻を始める。これに伴うザンスカール戦争では、ザンスカール帝国は当初、弱体化・形骸化していた地球連邦の無関心もあって有利に戦いを進めるが、抵抗組織リガ・ミリティアやそれに同調した地球連邦軍の一部から反撃を受けるようになる。帝国の事実上の支配者である宰相カガチは半ば個人的な感情に基づき、最終兵器エンジェル・ハイロゥをもって人類を粛清することをこの戦争の隠された真の目的としていたが、タシロ・ヴァゴの謀反などのアクシデントも重なる中、エンジェル・ハイロゥをめぐるリガ・ミリティアおよび地球連邦軍の連合軍との決戦において主戦力のほとんどが壊滅、女王マリアや宰相カガチをはじめとする帝国の主要メンバー全員が戦死した。

## ベスパ
ベスパ (BESPA) は、ザンスカール帝国の軍隊の通称で、"Ballistic Equipment & Space Patrol Armory"（バリスティック・エクィップメント・アンド・スペース・パトロール・アーモリー/弾道研究と宇宙偵察部隊本部）の略。帝国建国と同時に設立された。ガチ党の一党独裁体制が確立していく中で接収したサイド2駐留地球連邦軍の部隊とサナリィの一部が母体となっている。名称は駐留していた連邦軍の研究機関名をそのまま継承したことに由来しており、イタリア語でスズメバチを意味するといわれているが、イタリア語の「スズメバチ」のスペルは「Vespa」である。

### 代表的な所属部隊
イエロージャケット
ベスパの地球侵攻作戦の先発部隊。主な装備はゾロである。名称は部隊で用いられる黄色いパイロットスーツに由来する。ベスパの精鋭パイロットたちによって構成され、その中の第三戦闘中隊は地上用モビルスーツの試験運用も兼任していた。
ヨーロッパ地区のラゲーンにある飛行場を拠点とし、当初は弱体化した地球連邦軍を圧倒していたが、モビルスーツの開発に成功し勢力を拡大したリガ・ミリティアの地上部隊に苦戦することとなる。後にピピニーデン隊やガッダール隊が合流し戦力を拡大した。しかし戦争後期にはラゲーン基地が連邦軍との停戦協定のために武装解除され、装備は連邦軍に接収されたが、その前に駐留していた部隊は転籍あるいは解散させられていたようである（大半の装備は接収直前にリガ・ミリティアの一部部隊との交戦で失われていた）。主な構成員はワタリー・ギラ、ライオール・サバト、ガリー・タンなど。
ピピニーデン中隊
アルベオ・ピピニーデン大尉率いる実戦部隊。部隊の装備は主にトムリアットで構成されており、「ピピニーデン・サーカス」の名で恐れられる連携フォーメーションを得意とする。
元々はカイラスギリー所属のタシロ・ヴァゴ大佐麾下の部隊であったが、イエロージャケットの補充としてラゲーン基地に派遣された。しかしその実は失態を犯したファラ・グリフォン中佐の後任としてピピニーデンを据えるといった政治的な配慮があったようである。ルペ・シノやクワン・リーといった猛者を擁していたため部隊の総合的な能力は非常に高いものであり、リガ・ミリティアのシュラク隊に大きな損害を与えている。
ガッダール隊
バイク型機動兵器の戦闘における効果とその運用法を見極めるために結成された部隊。主な装備は試作兵器ガリクソン及び戦斗バイクである。バイク型兵器の提唱者であるドゥカー・イク自らが部隊を率い、従来の兵器体系とはまったく異なる運用・フォーメーションでその潜在能力と有効性を証明した。
ガッダール隊で得られた運用データは後のアインラッドなどのタイヤ型サポートメカ、モトラッド艦隊、ひいてはそれらを用いた地球浄化作戦に結びつくこととなる。その点ではこの部隊が残した功績は非常に大きなものであった。
カイラスギリー艦隊
宇宙要塞カイラスギリーの運用のために編制された艦隊。タシロ・ヴァゴ大佐の指揮下にあり、旗艦はスクイード級戦艦「スクイード1」。イエロージャケット部隊もこの艦隊の傘下にあった。
地球攻略の切り札として配置されていたが、リガ・ミリティアとの戦闘でカイラスギリーとスクイード1を奪取されたことによりタシロは失脚し、艦隊は解散。残存部隊はムッターマ・ズガン麾下のズガン艦隊に吸収された。
ズガン艦隊
ザンスカール帝国宰相フォンセ・カガチの木星船団時代からの盟友であるムッターマ・ズガン大将が指揮を執るザンスカール主力部隊。正式名称は「第1艦隊」。
コロニー制圧作戦や対艦隊戦闘に投入され、反ザンスカールを掲げる連邦軍部隊を中心としたサイド2連合艦隊を破るなど当初は圧倒的な力を示していたことから「無敵のズガン艦隊」と畏怖される。しかしリガ・ミリティアによるザンスカール本国急襲の際、先だって奪取されたカイラスギリーの攻撃を受け、艦隊の3割が被害を受けた。
後のエンジェル・ハイロゥ作戦ではカイラスギリー艦隊やモトラッド艦隊の残存戦力を編入し再編され、その際にスクイード2を改装して新たに旗艦「ダルマシアン」とした。しかし混戦の中、リガ・ミリティアに協力した連邦軍艦隊旗艦「ジャンヌ・ダルク」の特攻を受けダルマシアンが撃沈されズガン大将も戦死。艦隊もダルマシアン撃沈の余波を受け壊滅状態に陥った。
モトラッド艦隊
ザンスカールの「地球浄化作戦」のために編制された艦隊。艦隊名称である「モトラッド」はドイツ語で「オートバイ」を指す。その名称通り、アドラステア級戦艦「アドラステア」を旗艦に、同型艦「ラステオ」や複数のリシテア級揚陸巡洋艦等のバイク戦艦で構成されており、宇宙と地球双方で高い運用性を持つ。司令官はクロノクル・アシャー。艦隊の中心戦力として新機軸の兵装「アインラッド」と「ゲドラフ」を運用するために編成されたシュバッツラット隊（ルペ・シノ、カテジナ・ルース他）がいる。
月面から地球のメキシコ近郊に降下した後、艦隊の地ならしで各地に甚大な被害を与えたものの地球連邦軍とザンスカール帝国の停戦協定を受け作戦を終了し宇宙へと離脱。地球浄化作戦の後にズガン艦隊へ編入され、エンジェル・ハイロゥの護衛についていた。しかし混戦の中、ラステオが艦載機の誘爆に巻き込まれて撃沈され、アドラステアもリガ・ミリティアの戦艦「リーンホースJr.」による特攻を受けて轟沈。艦隊もリーンホースJr.を撃沈するべく密集していたことが仇となって両艦のエンジンの誘爆に巻き込まれ、クロノクルとカテジナ以外は全滅してしまった（その後のクルノクルの台詞でも全滅の確認を窺える）。
漫画版では、「モトシンド艦隊」と誤植されている場面がある。新装版では、「モトラッド艦隊」に修正されている。
近衛師団
女王マリアの直衛のために編成された部隊で、使用しているモビルスーツは新型や改修型が多い。
当初はコロニー内での護衛に当たることが多かったが、エンジェル・ハイロゥが建造され女王がそこへ拠点を移動すると、ズガンの指揮下に置かれ、その護衛に就いた。
タシロ艦隊
復帰したタシロ・ヴァゴ大佐の下で再編された艦隊で、通称エンジェル・ハイロゥ護衛艦隊。旗艦はアマルテア級大型戦艦「シュバッテン」で、カリスト級巡洋艦も運用した。
通称どおりエンジェル・ハイロゥの護衛についていたが、タシロ大佐共々フォンセ・カガチに反逆を起こし、マリアを人質にとった。しかしウッソの目前でタシロがマリアを殺害したことでその怒りを買ってしまい、タシロ共々シュバッテンを撃沈される。その後、残存戦力もリガ・ミリティアと連邦軍の集中砲火を受けて全滅した。

### モビルスーツの開発
ベスパはザンスカール帝国勃興時に周辺サイド各地の企業や工廠を接収し、その技術を取り込んでいった。中でもサイド2とサイド4占領によりサナリィの技術や工廠を手に入れたことは大きな影響を与えている。
また、ザンスカール戦争中におけるベスパのモビルスーツ生産は、主にサイド3にて行われていたといわれており、かつてアナハイム・エレクトロニクスに吸収された旧ジオニック社や、その他旧ツィマッド社や旧MIP社などが開発に係わっていたという説もある。また月面の旧アナハイム関連設備も一部掌握しており、ゾロアットなどの量産型MSはこちらでも生産された。ベスパのモビルスーツにはゲンガオゾやザンネックなど、サイコミュの搭載が疑われる機体が多く存在することもこれを裏付けているとされている。
そもそもこの時代のモビルスーツは外見上から開発企業を割り出すのは困難であり、どの企業がどの勢力を支援していたかを一概に判別するのは不可能である。
しかし、サナリィのサイド2支社がベスパの母体ともなっていることから同社の技術がザンスカール系モビルスーツの基礎になっていることが窺える。
ベスパ製MSの外見上に共通する特徴として、『複合複眼式マルチセンサー』があげられる。通常遮光土偶器のようなカバーで覆われたこのセンサーは、展開時に猫の目のような虹彩が走り、戦闘エリアにて必要な情報を即座に収集する。従来型センサーに比べ戦場での走査性が格段に向上しており、ゾロアットで採用されて以降ほとんどの機体に引き継がれ、ベスパのMSの象徴的存在となった。
手持ち武装については各機体向けに個別開発されたものを使用している。これは機体開発時にその機体の反応速度や射程等をサンプリングし最適化され、その機体が最大限に性能を引き出すことを目的としている。装備については全機体で互換性があり、使用機種は限定されないようになっている。また劇中ではリガ・ミリティアによって奪われたシャッコー、ゾロアットが調整なくVガンダム用の装備を運用していたことから、リガ・ミリティアおよび連邦軍の規格とも互換性があるものと想定される。
飛行システムであり攻撃・防御にも使用できるビームローター、ドッゴーラなどのモビルアーマー、オールレンジ攻撃が可能な武装、強力なバイク戦艦など、帝国の兵器開発能力はかなり高かった。

#### 主なモビルスーツ開発拠点
アメリア
サイド2のザンスカール首都にある開発拠点。初期のモビルスーツ開発の拠点でもあり、ゾロアットなどの宇宙用モビルスーツのほか、シャッコーやトムリアット、コンティオ、ゾリティアなどの次世代機の開発も行なわれた。
スーパーサイコ研究所
ザンネック、ゲンガオゾ、リグ・コンティオ、ゴトラタンなどベスパでもトップクラスの性能を誇るMSの開発を行なっていたとされる研究所。所在地は不明。
ネオ・カタルヘナ
月面にあるベスパの開発拠点。艦隊を収容できるだけの大規模なドックも併設されており、表向きは工事現場に偽装されている。リカール、アビゴル、ドッゴーラなどの特殊機の開発を行なっていた。
ラゲーン
ベスパの地上拠点。もとは民間の国際空港だったものを接収し地上侵攻の前線基地とした。ゾロローターを元に地上用量産機ゾロを開発したほか、ゴッゾーラ、メッメドーザ、ガルグイユなどの地上用試作モビルスーツの開発を行なった。

## 代表的な人物
- マリア・ピァ・アーモニア
- フォンセ・カガチ
- タシロ・ヴァゴ
- クロノクル・アシャー
- カテジナ・ルース
- キゾ（漫画『機動戦士クロスボーン・ガンダム ゴースト』にのみ登場）
- マリア・エル・トモエ（漫画『機動戦士クロスボーン・ガンダム ゴースト』にのみ登場）

機動戦士Vガンダムの登場人物#ザンスカール帝国（イエロージャケット・ベスパ含む）を参照。

## 代表的な所属兵器
ベスパ製MSの型式番号は従来の連邦軍のMSとは番号付与の体系が大きく異なっており、運用形態別に型式番号を振っている。 
以下設定例を記述する。
ZMT-S12G　シャッコー
Z（所属：ザンスカール）M（モビリティ：機動兵器）T（テスト機）-S（機体種別：S=SUIT/モビルスーツ、A=ARMOR/モビルアーマー、D=DUAL/デュアル・タイプ（可変型））12（開発番号）G（運用環境：G=GROUND/地上用、S=SPACE/宇宙用、M=MARINE/水中用）
一部例外はあるものの、ベスパ製MSは基本的にこの命名規則に従っている。
ザンスカール帝国の機動兵器
- ZM-S06S ゾロアット
  - ZM-S06G ゾリディア
- ZM-S08G ゾロ
  - ZM-S08GC ゾロ改（マチス・ワーカー機）
  - ZM-S09G トムリアット
  - ZM-S27G ドムットリア
- ZM-D11S アビゴル
- ZMT-S13G ゴッゾーラ
- ZMT-S14S コンティオ
  - ZMT-S34S リグ・コンティオ
- ZMT-D15M ガルグイユ
- ZMT-S16G メッメドーザ
- ZM-S19S シャイターン
- ZM-S20G ジャバコ
- ZM-S21G/S ブルッケング
- ZMT-S12G シャッコー
  - ZM-S22S リグ・シャッコー
  - ZM-S22SC リグ・シャッコー（近衛師団仕様）
- ZM-S24G ゲドラフ
- ZMT-S28S ゲンガオゾ
- ZMT-S29S ザンネック
- ザンコック（企画用ラフ画のみ）
- ZMT-S33S ゴトラタン
- ZMT-S35S リグ・リング（ゲーム『SDガンダム GGENERATION』にのみ登場）
- ZMT-S37S ザンスパイン（ゲーム『SDガンダム GGENERATION』にのみ登場）
- ZMT-A03G ガリクソン
- ZM-A05G リカール
- ZMT-A30S ビルケナウ
- ZMT-A31S/M ドッゴーラ
- ZM-GE-03 ジョング（漫画『機動戦士Vガンダム プロジェクトエクソダス』、漫画『機動戦士クロスボーン・ガンダム ゴースト』に登場）
- ZMT-XXG ビブロンス（漫画『機動戦士クロスボーン・ガンダム ゴースト』にのみ登場）
- EZM-S01 ミダス（漫画『機動戦士クロスボーン・ガンダム ゴースト』にのみ登場）
- EZMA-S01 カオスレル（漫画『機動戦士クロスボーン・ガンダム ゴースト』にのみ登場）

ザンスカール帝国の艦船及びその他の兵器
- スクイード級戦艦
- アマルテア級戦艦
- アドラステア級戦艦（モトラッド艦）
- カリスト級巡洋艦
- リシテア級巡洋艦（モトラッド艦）
- シノーペ級哨戒艇
- MW544B サンドージュ
- RGM-109-M5 ヘビーガン（マケドニア仕様）
- ギガシィ

## 漫画『機動戦士クロスボーンガンダム・ゴースト』において

### ザンスカール戦争終結後
エンジェル・ハイロゥでの連邦とリガミリティアとの最終決戦に敗北し、完全に滅亡したと思われたザンスカール帝国だが、残党が集結し再び各地で活動をし始める。完全に組織が後壊してしまったリガミリティアの代わりに、かつて木星帝国相手に戦ったベルナデット及びカーティス・ロスコを中心としたクロスボーンバンガード勢が奮起しザンスカール帝国相手に戦いを挑むこととなる。劇中前半では所詮残党勢力程度にしか描かれてはいなかったが、中盤以降はほぼ元の勢力を取り戻していることが描かれており、キゾ中将を中心に再び活動を再開している。

### 三つ巴の戦いへ
中盤以降はクロスボーンバンガード勢、サーカス勢との三つ巴の戦いとなり戦況は苦しい状態となる。

### エンジェル・ハイロゥの機能
先の大戦での敗北後再び残党を集結させることは一部の勢力内では密かに動いていたようで、エンジェル・ハイロゥの活用の背景から読み取るとベルナデットはその一部の勢力に騙されていたこととなり、カガチはその残党の動きもその時点で詠んでの行動とも取れる。前作の終盤でのザンスカール帝国の最重要拠点エンジェル・ハイロゥは、『機動戦士クロスボーン・ガンダム ゴースト』においてはザンスカールの軍事的な代表であるカガチと木星帝国女王ベルナデットの二人が発案した者であり、元々は平和的に利用するために作られたものだったのだがカガチはテテニスの良心を利用し軍事的な活動に転換してしまったことが明らかとされている。

### 最期
『機動戦士クロスボーンガンダム ゴースト』最終話では、少なくとも宇宙世紀0168年の時点では、ザンスカール帝国が既に存在しないことが語られる。更に続編である漫画『機動戦士クロスボーン・ガンダム DUST』の作中設定では、分解したエンジェル・ハイロゥの残骸がスペースデブリとして大気圏上を漂い問題となっているなど、多大な影響が残されていることがわずかに語られる。また、一部のザンスカール系機体は回収・修復を経て野盗や賛美歌の国といった勢力によって使用されているが、当該作における宇宙世紀の設定では、ビーム兵器の生産すら難しい程技術力が衰退しているため、銃火器は実弾メインに変更されており、機体性能も低下している。

### その他

#### 独立部隊
ゴールデン・エッグス
『ゴースト』に登場した独立特殊部隊。司令官はキゾ中将。キゾは旧木星帝国総統クラックス・ドゥガチの息子であり、フォンセ・カガチがドゥガチに対して個人的な恩義があったため幼少期にキゾを預かり、育ててきた。しかし成長するにつれてキゾの暴虐極まりない苛烈さはカガチにとっても全く手に負えないものとなっていき、独断で人質の子供達をギロチンにかけて処刑するよう命じる、宇宙細菌「エンジェル・コール」の横取りを狙う等、余りにも目に余る独善振りから、ザンスカールを内側から食い破られる事を恐れたカガチにより、遂に粛清の対象と見なされ、マリア・シティで発生した暴動に乗じて核ミサイルを撃ち込まれる。更にシティでの混乱の最中に送り込まれたザンスカール本国の部隊に暗殺されかかるも、秘密裏に独自開発していた専用のMS「ミダス」を起動させ、「真の女王マリア」を担ぎ出し、南米マチュピチュに「エル・ザンスカール帝国」を「建国」して反旗を翻した。

## 備考
- ザンスカール帝国の艦船は、モトラッド艦を除き、地球上での運用を考慮していない上下対称のデザインが特徴である。なお艦名の多くは木星の衛星からとられている。
- ベスパはラテン語で、イエロージャケットは英語で「スズメバチ」を意味する。